# NGC 954
NGC 954 ist eine Balken-Spiralgalaxie vom Hubble-Typ SBc im Eridanus Walfisch. Sie ist schätzungsweise 235 Millionen Lichtjahre von der Milchstraße entfernt und hat einen Durchmesser von etwa 110.000 Lichtjahren.
Das Objekt wurde am 5. September 1834  John Herschel entdeckt.